# Callida viridis
Callida viridis är en skalbaggsart som beskrevs av Pierre François Marie Auguste Dejean. Callida viridis ingår i släktet Callida och familjen jordlöpare. Inga underarter finns listade i Catalogue of Life.